# Polystichum plaschnickianum
Polystichum plaschnickianum là một loài thực vật có mạch trong họ Dryopteridaceae. Loài này được (Kunze) T. Moore miêu tả khoa học đầu tiên năm 1858.